# Хосров I Ануширван
Хосро́в I (пехл. husraw, xusrav {hwslwb’} — «з доброю славою» з авест. *hu-śraųah-, відомий також як Анушираван або Ануширван, (перс. انوشيروان‎ з пехл. anōšag-ruwān — «з безсмертною душею» перс. خسرو [Xusraw]); 531—579) — шахиншах Ірану з династії Сасанідів, успішний політичний та військовий діяч, реформатор. Завдяки його реформам Іран зміг відновитися після диктатури Маздака та його прибічників, які фактично узурпували реальну владу в країні за правління Кавада І. Хосров продовжив старі та розгорнув нові будівництва, підтримував розвиток науки та мистецтв, вів успішні військові дії проти Візантії, Ємену, Ефталітів. При Хосрові I Ануширвані Сасанідський Іран досяг найбільшого рівня розвитку і могутності.

## Прихід до влади

### Боротьба з маздакітами
За понад 30 років (490-ті — 520-ті) поступового посилення (спочатку ініційованого Кавадом I) а потім і практично абсолютної домінації Маздака і його прибічників у іранському політикумі, країною де-факто управляли маздакіти. Хоча ставка на Маздака дозволила Каваду розправитися зі своїми ворогами з числа крупної аристократії, але диктатура маздакітів і влаштований ними терор проти багатих і заможних, поставив державу Сасанідів Іран на грань катастрофи. Ослаблення знаті призвело до різкого військового ослаблення Ірану, оскільки представники знаті становили основу військової сили Ірану, — важку кавалерію. Слідом за фізичним знищенням великої частини знаті, почалося і активне присвоєння її колишніх земель та статків. Ці буремні політичні події та викликані ними економічні і соціальні наслідки призвели до кризи в Сасанідському Ірані. Військово-політична могутність Ірану сильно зменшилась, влада шахиншаха стала фактично номінальною. Це змусило Кавада почати боротьбу проти маздакітів. Головною силою в протистоянні з Маздаком стали жерці зороастрійських храмів, ще живі представники крупної аристократії та інші заможні люди, невдоволені свавіллям маздакітів. Хосров, молодший син Кавада, став мозком, і одночасно вістрям боротьби проти прихильників Маздака.

### Утвердження Хосрова на престолі
У 528 році Хосров, за підтримки вже незначного числа вельмож і з дозволу Кавада, розпочав повалення диктатури Маздака і планомірне винищення її прихильників. Зороастрійські жерці поклали початок падінню маздакітів: самого Маздака викликали на диспут, де визнали його концепцію неправильною, після чого повісили догори ногами, аж доки він не помер від крововиливу в мозок. Після цього почали ловити найвідоміших маздакітів і закопувати догори ногами живцем у землю, а решту просто винищували. Хоча, рядові маздакіти могли зберегти своє життя за умови повернення до зороастризму. Особливу активність у винищенні маздакітів виявила аристократична молодь, яка прагнула помститися за смерть батьків і повернути собі колишнє становище своїх сімей.
Старший син Кавада, Кавус, був прихильником маздакітів, що йшло в розріз з поглядами його батька та діями його брата. Кавад не вбачав його наступним правителем Ірану, і тому, вмираючи, заповів владу Хосрову. Прокопій Кесарійський зазначав, що Кавус вважав себе законними претендентом на престол, однак письмовий заповіт його батька, зачитаний після його смерті (531 р. н. е.), вказував на Хосрова, як на наступника престолу. Відтак Хосров був обраний наступним шахиншахом і коронувався в храмі Атур Гушнасп (Південний Азербайджан), вогонь якого освячував стан воїнів. Відомо що Кавус не змирився з обранням Хосрова шахиншахом (до нас дійшли монети Кавуса) за що і був убитий незабаром після воцаріння Хосрова як потенційна загроза новому правителю.
У Хосрова був інший брат, Зам — другий син Кавада. Претендувати на престол він не міг, оскільки традиція забороняла людині з фізичними вадами (Зам був одноокий) претендувати на престол. Проте Зам був відомими військовим діячем і користувався неабиякою популярністю у війську. А ще у нього був маленький син, Кавад.
Після смерті Кавуса Хосров енергійно почав наводити порядок у країні та продовжив справу свого батька у ділі реформування її адміністративних, військових та політичних систем. Деякі придворні, занепокоєні занадто великою активністю молодого шахиншаха, вирішили вчинити заколот, і змовилися із Замом, аби той підтримав їх, а в замін вони планували посадити його сина, Кавада, на престол. Проте змова була викрита, усі змовники були безжалісно страчені — Хосров наказав убити усіх своїх братів з усім їх потомством чоловічого роду. Проте маленького Кавада було завчасно врятовано одним з чиновників при дворі. Прокопій Кесарійський згадував що, пізніше Кавад начебто з'явився у Візантії, де його прийняли в шаною, хоча Прокопій Кесарійський і зазначав, що ніхто, навіть Юстиніан Великий, точно не знали чи то саме той Кавад, син Зама і онук Кавада I. Цікаво, що в той час Іван Малала повідомляв, що шахиншах наказав відрубати голову братові (втім, неясно якому саме). Перські та арабські джерела нічого не говорять про вбивство Хосровом своїх братів.
Так чи інакше, Хосров утвердився на престолі: з претендентами на престол було покінчено, потужна опозиційно налаштована знать була знищена ще в часи диктатури Маздака, а останні слабкі її прояви були придушені безпосередньо самим Хосровом. Від так новий шахиншах зміг повністю присвятити себе відновленню та посиленню колишнього багатства і величі країни.

## Реформаторська діяльність
Хосров відомий як видатний реформатор, чиї дії призвели до розквіту та піднесення держави Сасанідів. Слід зауважити що, частково почав їх запровадив ще його батько, Кавад I. Імперія потребувала корінних та продуманих реформ, які б стабілізували ситуацію в країні, оздоровили економіку і піднесли військову та дипломатичну могутність країни. І Хосров взяв на себе їх проведення. Видатну роль в утіленні реформу життя відіграв перший міністр Еран-шахру, талановитий та досвідчений адміністратор, перекладач, постійний радник Хосрова, Бузурджмехр (Вузургміхр)

### Податкова реформа
Колишня система збирання податків не могла більше задовольняти потреб державної скарбниці. До реформ Хосрова Ануширвана поземельний податок (хараг) стягувався натурою і становив від третини до 1/7 врожаю. Розмір податку встановлювався безпосередньо на місцях збирачами, що створювало сприятливі умови для зловживань. Аристократія, духовенство та державні службовці податків не платили. Податкова реформа спиралася на спеціальні земельні кадастри, складені після обміру всієї придатної до обробітку землі. Було підраховано і занесенню до кадастрів кількість плодоносних дерев. Також був проведений перепис населення, оскільки частина населення загинула під час диктатури маздакітів.
Були встановленні тверді податкові ставки в залежності від виду вирощуваних сільськогосподарських культур, якості умов зрошення і близькості сільськогосподарських угідь до найближчого міста. Новий податок (Харадж) стягувався не тільки натурою, але і грошима. Ставки поземельної податі визначалися з одиниці площі-1 Гаріб (від 1/4 до 1/3 га.) — для злаків, кормових культур та виноградників, а для фінікових пальм, олив та інших плодоносних дерев — в залежності від числа плодоносних дерев (поодинокі дерева податком не обкладалися). Потім ставки множилися і виходила сума податку з ділянки. З 1-го гарібу пшениці або ячменю, наприклад, господар платив одну дирхему, з чотирьох фінікових пальм або з шести оливкових дерев — сім дирхем, з 1-го гарібу виноградника — вісім. У разі неврожаю або розорення платника харадж не сплачувався зовсім. Подушний податок (гезіт) збирався грошима. Його виплачувало населення у віці від 20 до 50 років по 4, 6, 8, 12 срібні дирхеми тричі на рік в залежності від майнового становища платника. Всі інші численні центральні та місцеві податки були скасовані. Реформована система оподаткування полегшила тиск на основних платників податків в країні — землеробів — декхане, оскільки тепер податки були фіксованими, що зменшило простір для зловживань нечистим на руку чиновникам. Ця реформа забезпечила гарантований постійний приплив коштів в казну.

### Військова реформа
Упорядкований та більш ефективний збір податків на користь державної скарбниці дозволив Хосрову почати вже давно необхідну військову реформу. До нього перська армія формувалася майже виключно з ополченців та найманців. Всі хто не міг собі дозволити купити коня, збрую і необхідне кіннотнику озброєння, йшли в піхоту, боєздатність якої була дуже низькою, порівняно, наприклад з візантійською. Прокопій Кесарійський детально описував стан сасанідської піхоти у своїй «Війні з персами».
Участі в безпосередніх бойових діях піхота фактично не брала. Усі колишні Сасанідські правителі спиралися на потужні кінні загони, які формувалися зі знаті, що сама себе утримувала і, оскільки вона напряму не залежала від шахиншаха, тому і часто виявляла себе ненадійною опорою його владі. Хосров же розпочав озброювати кавалерію за державний кошт, завдяки чому в кінноті виявилося велике число середніх за майновим статусом землевласників, що складали стан азатів. Отримуючи нагороду від шахиншаха, це нове регулярне військо було особисто віддане йому і тому служило надійною опорою його влади. Посада Іран-іспехбеда («командувач Армією Ірану») була скасована, головнокомандувачем відтепер виступав сам шахиншах. При Хосрові були сформовані 12 полків важкої кавалерії — Саваран.

### Адміністративні реформи
Паралельно з податковою та військовою реформами у Сасанідській державі проводилася і адміністративно-територіальна реформа. До того країна складалась з окремих родових наділів знаті і васальних утворень. Ануширван розділив країну на чотири частини — Кусти (пехл. kwst, дос. «сторона») і підпорядкував цивільних намісників (падоспанів) кожної з частин спеціальним воєначальникам — іспехбедам («Начальникам війська»), яких після військової реформи стало також чотири, оскільки посаду єдиного Еран-іспехбеда скасували. Це дозволило підкорити армійське командування та усі війська безпосередньо шахиншаху, і відтак послабити значення окремих посад.
Високі адміністративні посади, які до того обіймалися представниками великої родової аристократії, часто передавалися у спадок, що фактично забирало у шахиншаха можливість контролювати кому саме вони передаються, були взяті під пильний контроль. На посади призначалися тільки за наказом шахиншаха. Судову владу в країні відтепер здійснювали судді, призначенні виключно верховним правителем. Хосров применшив значимість посади вазург-фраматара (верховного візира), перерозподіливши частину його повноважень між іншими чиновниками. Таким чином, шахиншах істотно зміцнив свою владу, обмеживши правителів областей та вищих сановників, і одночасно підніс нову, особисто залежну від нього еліту. У рамках адміністративної реформи Мобедан-мобед (верховний жрець) став займати набагато більш низьке місце в придворної ієрархії, ніж раніше. Ця реформа упорядкувала територіальний устрій держави, від так полегшила збирання податків та істотно централізувала владу в обличчі шахиншаха.
При Хосрові з'явилися збірники канонічного права — «Судебники». Шах сам призначав суддів, митарів і намісників. Також він зайнявся вивченням життя свого предка Ардашира, засновника династії Сасанідів, його листів і судових рішень і став керуватися ними, спонукаючи до того ж і народ.

### Будівельна діяльність

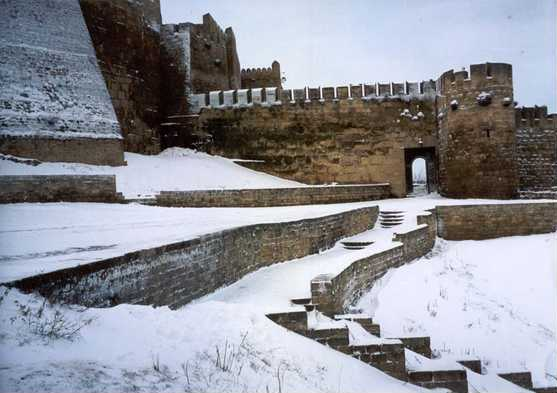
Сасанідська фортеця в Дербенті, побудована для захисту від кочівників з півночі

Хосров продовжував розпочате при Перозі та Каваді I будівництво укріплень в Гірканії і на Кавказі. При ньому було завершено будівництво колосального комплексу оборонних споруд Дарбанта (сучасний Дербент), Кавказької і Горганської стін загальною протяжністю 240 км. Там само Хосров селив переселенців з внутрішніх областей Ірану. Ат-Табарі наводить опис масштабів фортифікаційного будівництва при Хосрові.
«Ще Фируз побудував в країні Сул і країні аланів кам'яну споруду з метою захистити свою країну від зазіхань з боку цих народів, а син Фируза, Кавад I, побудував в цих місцях ще багато нових споруд і, нарешті, коли запанував Хосров, він звелів побудувати в країні Сул ряд міст, фортець, валів і багато інших споруд з каменю, видобутого в області Горган; все це повинно було служити захистом і притулком для населення його країни в разі нападу на них ворога.»
Хосров багато зробив для підняття економіки країни та покращення життя народу. За його правління були відремонтовані старі і проведені нові канали, розширені іригаційні системи. Ануширван підтримував землеробів, надаючи останнім підтримку та певні економічні субсидії. Відновлено було ним поруйновані за часи диктатури маздакітів селища, храми вогню, громадські та військові дороги, відремонтовано старі та збудовано нові мости. Розквітла торгівля, реміснича продукція почала поширюватися далеко за межі Ірану. Хосров відновив Іран та привів його до нового розквіту. За правління Ануширвана у столиці Ірану, Ктесифоні було збудовано величний шахський палац Такі-Кісра з випаленої цегли, з вишуканими мозаїками, що свідчило також і про розвиток хімії. Світової слави зажив Звіриний стиль сасанідського срібного лиття, не схожий на скіфський, але так само вражаючий своєю вишуканістю. Там само, в Такі-Кісра, був створений чарівний сад із золота, срібла й самоцвітів.

## Зовнішня політика
У зовнішній політиці Хосров I Ануширван перш за все намагався укріпити кордони країни, він не замахувався на великі завоювання, проводячи обережну та послідовну політику поступового зміцнення військово-політичного статусу країни. За його правління відбулося декілька конфліктів з Візантією. У союзі з Тюркським каганатом була проведена вдала війна проти Ефталітів, підкорення Ємену значно посилило вплив держава Сасанідів на торгівлю в Аравії та надало змогу контролювати торгові шляхи через Індійський океан. Були ліквідовані васальні держави: Кавказька Албанія та Вірменія.

### Війни з Візантією

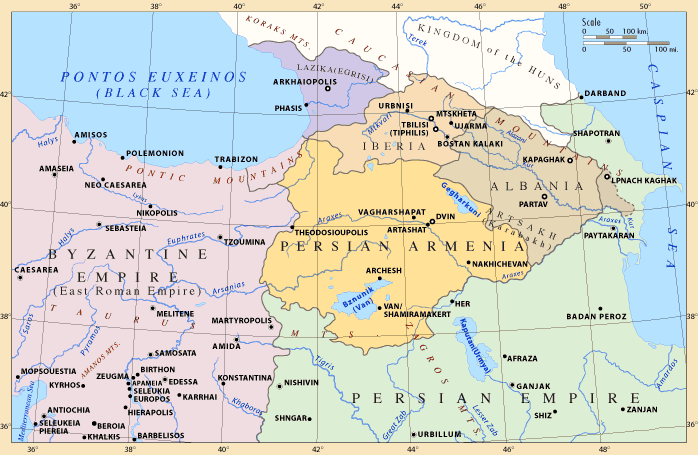
Північно-західний кордон Сасанідського Ірану

Остання війна з Візантією закінчилася «Вічним миром» у 532. Однак Хосров у 540 розірвав «вічний мир» з Візантією, і втрутився у конфлікті між двома арабськими царствами — Гассанідами, яких підтримувала Візантія, і Лахмідами, які тяжіли до Еран-Шахру.
У 542 сасанідська армія захопила Антіохію на Оронті і Хосров I переселив її жителів в околиці Ктесифону («Хосроєва Антіохія»). Війна закінчилася перемир'ям в 545, проте вже за два роли спалахнула знову. Театром воєнних дій цього разу стала Лазіка, яку Хосров так і не зміг відібрати у Візантії. У 557 було укладено перемир'я, а в 562 — мирний договір терміном на 50 років, за яким Лазіка залишалася за Візантією, але імперія зобов'язувалася виплачувати щорічно державі Сасанідів данину у 400 фунтів золотом, і Візантія платила їх Еран-шахру до 571 року. Персія ж зобов'язалася не переслідувати християн. За умовами договору, Візантія зобов'язувалася фінансувати будівництво і зміцнення оборонних споруд уздовж Великого Кавказького проходу, зокрема, була заново перебудована і посилена фортеця Дербента. Відтак переговори з Візантією закінчуються в 562 році дуже вигідним для Сасанідів мирним договором.

### Підкорення Ємену
Наступним місцем зіткнення інтересів Візантії й держави Сасанідів стала Південна Аравія, через яку Європа налагоджувала торговельні зв'язки зі Сходом, обминаючи персів, але в 575 р. Хосров Ануширван розпочав військові дії проти її держав. Він відправив на завоювання Південної Аравії засуджених до страти злочинців, яким пообіцяли в разі успіху амністію та здобич. Очолив це кримінальне військо досвідчений перський полководець Вахріз. Кампанія була настільки успішною що до 628 р. в Південній Аравії правили сасанідські намісники. Завоювання надало змогу Ірану контролювати Шлях ладану і у цілому замкнути основні шляхи Великого шовкового шляху на собі.

### Війна з Ефталітами
Убезпечивши західні кордони, Хосров у 560 році почав військову кампанію проти Держави ефталітів. За для уникнення війни один на один з потужним східним сусідом, Хосровом був укладеній наступальний союз з Тюркським каганатом. Сам Хосров одружився з дочкою тюркського Істемі-кагана — Каїн. Розбивши ефталітів поблизу Несефа у 565 році, Хосров установив кордон з каганатом по Амудар'ї. Підсумком цієї успішної війни до Ірану було приєднано території Тохаристану, Забулістану, Кабулістану і Саганійану.

### Ліквідація васальних держав
Кавказька Албанія і Вірменія знаходилися у васальній залежності від держави Сасанідів. Політика переслідування християн і насильницьке насадження зороастризму призводила до постійних повстань. Візантія як покровителька християнських країн активно втручалася в ці конфлікти. Таким чином Вірменія і Кавказька Албанія були остаточно ліквідовані, території ці були підпорядковані безпосередньо Еран-Шахру. Іранську частину Вірменії стали називати Перс-Вірменією, разом з Кавказькою Албанією і Адурбадаганом вони утворили Північний Куст (область) Еран-Шахру.

## Внутрішня політика
Шахиншах цікавився науками і мистецтвом. Хосров знав грецьку мову і, можливо, в оригіналі читав твори Платона. Не випадково саме до Хосрова, тоді ще спадкоємця престолу, поїхали в 529 році, після закриття Академії в Афінах, філософи, гнані з батьківщині. Правда Агафій Мірінейський стверджував, що «варвар» володів філософією неглибоко. Проте навряд чи б вони зважилися на таке, не будучи впевнені в тому, що до них поставляться з повагою, що, звичайно, можливо тільки при дворі освіченого владики. Пізніше, коли філософи повернулися у Візантійську імперію через неприйняття перських порядків, Хосров все одно приділяв їм увагу. Більше того, навіть при заключенні мирного договору між Візантією та Іраном у 532 році він ввів у текст договору статтю про заборону візантійському населенню та владі переслідувати цих людей. Шах цікавився медициною. У 551 році шах зібрав досвідчених лікарів, почав ставив їм питання, а письмові їхні відповіді були за наказом Хосрова занесені в книги. За його правління в Гондішапурі, в області Хузестан, була заснована «академія», де вивчали медицину та філософію. Вона збереглася і в ісламській час.
Процвітала і перекладацька діяльність: на пехлеві перекладали грецькі та індійські трактати. Відомо ім'я перського вченого лікаря Барзуя, якому приписують багато перекладів з санскриту, в тому числі знаменитого збірника «Панчатантра», який згодом був перекладений на арабську мову і увійшов у скарбницю світової культури під назвою «Каліла і Дімна».

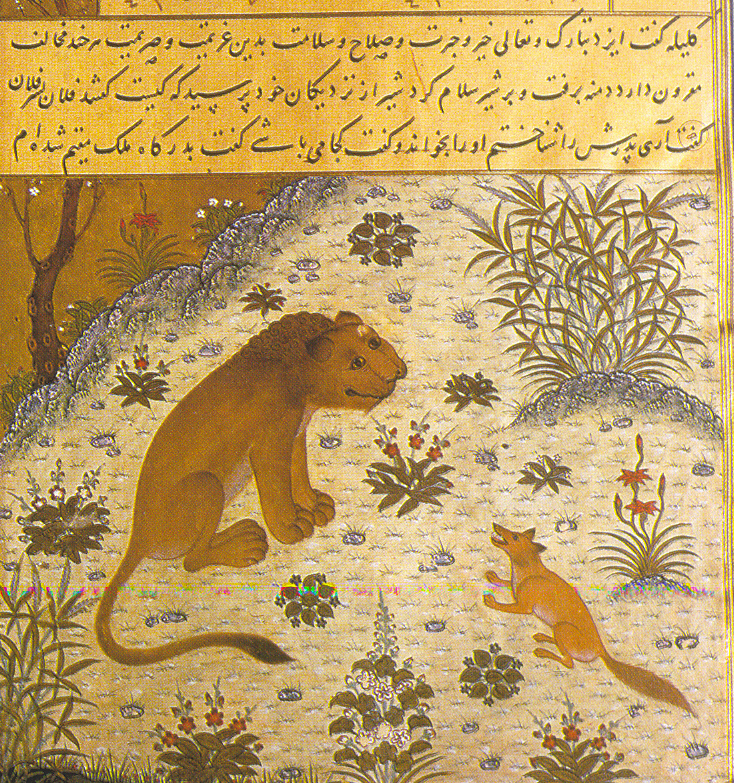
Шакал Дімна, намагається перехитрити царя Лева. З перського рукопису 1429 року (Герат)

Проте найважливішою культурною подією для Ірану стала остання кодифікація Авести, яку за його вказівкою провів мобед віх-Шапур. До часів правління Хосрова середньовічні автори відносили проникнення з Індії подібної до шахів гри «шатранг». Також вважається, що саме в часи правління Хосрова I Ануширвана його першим міністром Вузургміхром були придумані нарди.
Однак, правління Хосрова не було таки однозначно мирнім і стабільним. Наприклад, в 549 році Хосрову довелося придушувати велике повстання, на чолі якого стояв його син Анушзад. Хосров знаходився тоді Емесі і сильно хворів. Був пущений слух що Хосров помер і тоді Анушзад, ув'язнений за християнську віру, підбурив в'язнів на повстання. Повстанці захопили Гондішапур і почали просуватися в сторону столиці. Анушзад затіяв переговори з Юстиніаном I, проте до якоїсь угоди дійти вони не змогли. Намісник Ктесифона Рамборзін за наказом царя виступив зі столиці й розбив військо Анушзада, який був поранений в битві стрілою. Пізніше він, за наказом свого батька був покалічений. Такою жорстокою акцією Анушзад був позбавлений Хосровом права претендувати на трон.
У 571 році спалахнуло повстання у Вірменії і Іберії на чолі із Варданом III Маміконяном, яке підтримала Візантія, порушивши умови мирного договору 562 року. Хосров розпочав військові дії, які йшли з перемінним успіхом до 576 року, коли перська армія зазнала жорстокої поразки під Мілетиною. Хосров I Ануширван помер в 579 році під час мирних переговорів з Тиберіем II. Наступним шахиншахом став його син від тюркської царівни Факим (Тукум) Ормізд, коронований як Ормізд IV.

## Підсумки правління
Хосров I Ануширван вважається найвидатнішим правителем держави Сасанідів з однойменної династії. Своєю послідовною та далекоглядною політикою Хосров зміг суттєво укріпити військово-політичний статус країни. Його реформи призвели до розквіту економіки та урегулювання найбільш гострих соціальних протистоянь у країні. Сасанідський Іран за правління Хосрова переживав розківіт ремесла і сильне пожвавлення торгівлі. За часи його правління влада практично повність централізуються навколо шахиншаха, одночасно з тим на місцевому рівні управління державою уніфікується через введення нового адміністративно-територіального поділу. Його покровительство наукам і літературі надало йому значної популярності серед народів Ірану і його сусідів. Вже при пізніших шахиншахах часи його правління вважалися «золотою епохою», а сам образ Хосрова почав набувати легендарного характеру. Особливо це проявилося після завоювання арабами Ірану. Фірдоусі в своїй поемі «Шах-наме» зображав Хосрова Ануширвана як ідеального правителя. Надалі образ Хосрова ставав все більш легендаризованим, йому приписувалися героїчні подвиги, поетичний талант, абсолютна мудрість. Хосров є героєм багатьох народних сказань та оповідань.

## У кінематографі
- Поклик предків. Великий Туран (1994)